# بالگردگاه توکیو
بالگردگاه توکیو (به انگلیسی: Tokyo Heliport) یک فرودگاه همگانی است. این فرودگاه در شهر کوتو کشور ژاپن قرار دارد .